# コード化超コード化脱コード化
「コード化」「超コード化」「脱コード化」とは哲学者ジル・ドゥルーズと精神科医フェリックス・ガタリによって発表された『アンチ・オイディプス』で展開した概念。
「コード」とは、法律や、慣習など、人を規制するものである。最初大地（農地。狩場）の周りに原初的コードができる。次に、外から、強い政治権力が、専制君主国家のコードを押し付けにやってくる。最後に、成熟した国家の内部で、脱コード、つまり取り決めが有名無実化され、細分化され、地域分権や、個人の権利の尊重の方向に、物事が流れてゆく。
| サブスタブ | この項目は、まだ閲覧者の調べものの参照としては役立たない、書きかけの項目です。この項目を加筆・訂正などしてくださる協力者を求めています。このテンプレートは分野別のサブスタブテンプレートやスタブテンプレート（Wikipedia:分野別のスタブテンプレート参照）に変更することが望まれています。 |